# François Yakan
François Yakan (* 1958 in der Südosttürkei) ist Patriarchalvikar der Chaldäisch-katholischen Kirche in der Türkei.

## Leben
François Yakan studierte Wirtschaftswissenschaften in Istanbul, später Philosophie, Theologie und Sprachen und Kulturen Zentralasiens in Paris. Nach seiner Priesterweihe der Chaldäisch-Katholischen Kirche in Paris kehrte er in die Türkei zurück.
François Yakan wurde 2004 zum Patriarchalvikar der Chaldäisch-Katholischen Kirche in der Türkei ernannt. Er war von 2007 bis 2008 zudem Administrator der Erzeparchie von Diarbekir (Amida) der Chaldäer. Er ist als Vertreter der mit Rom unierten chaldäisch-katholischen Kirche Mitglied der Türkischen katholischen Bischofskonferenz.
Yakan ist Mitgründer des assyro-chaldäischen Wohltätigkeitsvereins KASDER, der sich in Istanbul, Beirut, Damaskus, Amman und Genf um Flüchtlinge aus dem Irak kümmert. Er ist Verfasser des Ökumenischen Friedensgebetes 2008 „Die Liebe zum Nächsten drängt und ruft uns“.